# Schistorchis
Schistorchis is een geslacht van platwormen (Platyhelminthes) uit de familie Apocreadiidae. De wetenschappelijke naam is in 1906 door Max Lühe gepubliceerd.
De typesoort is Schistorchis carneus, die Lühe in dezelfde publicatie beschreef als nieuwe soort. Het is een parasiet die gevonden werd in de maag van de reuzenkogelvis (Tetrodon stellatus) in de parelbanken van Ceylon.

## Soorten
De volgende soorten zijn bij het geslacht ingedeeld:
- Schistorchis callyodontis Yamaguti, 1942
- Schistorchis carneus Lühe, 1906
  - = Pleorchis oligorchis Johnston, 1913
  - = Schistorchis oligorchis (Johnston, 1913)
- Schistorchis haridis Nagaty, 1957
- Schistorchis longivesiculurus Hafeezullah, 1981
- Schistorchis manteri Gupta & Tandon, 1984
- Schistorchis paruchini Kurochkin, 1974
- Schistorchis seychellesiensis Toman, 1989
- Schistorchis sigani Yamaguti, 1942
- Schistorchis skrjabini Parukhin, 1963
- Schistorchis stenosoma Hanson, 1953
- Schistorchis zancli Hanson, 1953